# La Vernia, Texas
La Vernia là một thành phố thuộc quận Wilson, tiểu bang Texas, Hoa Kỳ. Năm 2010, dân số của xã này là 1034 người.

## Dân số
- Dân số năm 2000: 931 người.
- Dân số năm 2010: 1034 người.